# Cinta americana

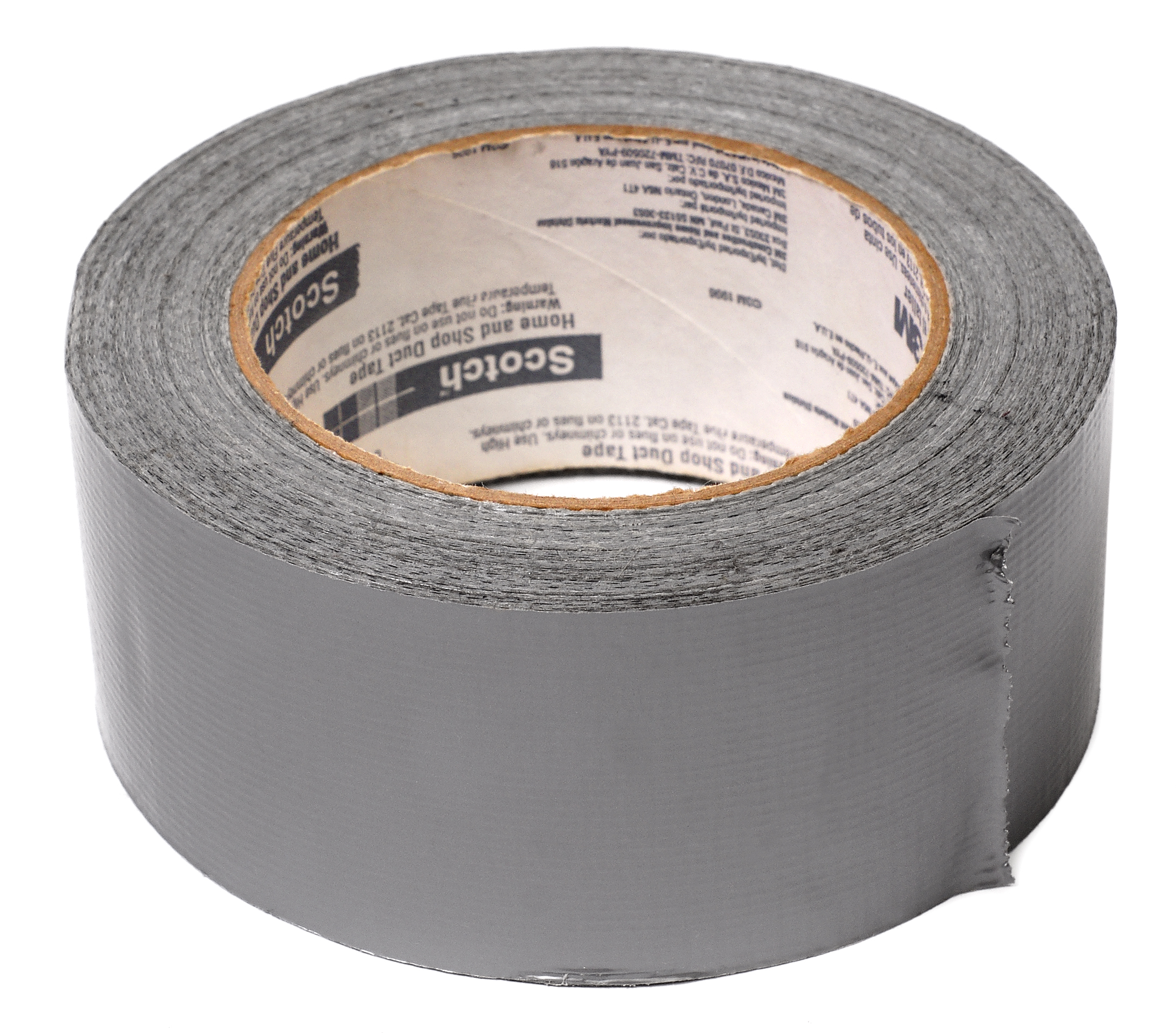
Rollo de cinta americana gris.

La cinta americana, conocida también como cinta de tela, cinta tapa ducto, cinta plateada, "teipe" gris, cinta pato,  cinta multipropósito (cloth tape o duct tape en inglés), es un tipo de cinta adhesiva que se caracteriza por añadir una malla o hilado de fibras naturales o sintéticas parecida a una venda como refuerzo. El resultado es una cinta fácil de cortar con las manos, más fuerte y resistente a la tracción y presión que otras cintas y que tiene múltiples usos. También las hay sin hilado y con buena resistencia.
Se suele presentar en rollos mucho más anchos que los de otras cintas adhesivas. El lado adhesivo es siempre de color blanco. El lado no adhesivo normalmente es gris metálico, aunque se puede encontrar en negro y se comercializan en menor medida otros colores; se trata de capa de polietileno reforzado y entre estos lados se ubica el hilado.

Se emplea frecuentemente en talleres, embarcaciones, producciones audiovisuales, construcción, industria automotriz, etc.
Se puede usar para unir o reparar tubos flexibles, tapar rasgones en ropas, tiendas de campaña y velas de barco, fijar tuberías provisionalmente, etc.
Aunque no se usa como cinta aislante, los profesionales eléctricos, a veces la utilizan para fijar cables temporalmente.
Es muy común su uso en realizaciones audiovisuales (televisión, cine, radio, teatro, conciertos, etc). 
Existen versiones especiales para uso aeroespacial y militar.
Su uso está también muy extendido en el mundo de los deportes de motor. Un claro ejemplo es en las carreras de motos, usada sobre el radiador de refrigeración para adecuar la temperatura de funcionamiento del motor de ésta, a las condiciones climatológicas.